# Dire Daua
Dire Daua (amh. ድሬ ዳዋ, Dire Dawa) – miasto wydzielone we wschodniej Etiopii, nad rzeką Dechatu. Posiada powierzchnię 1213 km², to jest 2 razy większą niż stolica kraju. Według projekcji z 2021 roku liczy 333 tys. mieszkańców, co czyni je siódmym co do wielkości miastem w kraju. Według spisu w 2007 roku było drugim co do wielkości.
Miasto jest obsługiwane przez port lotniczy Abba Tiena Dedżazmacz Jylma. Leży także na trasie linii kolejowej Addis Abeba-Dżibuti.
W mieście rozwinął się przemysł włókienniczy oraz cementowy.

## Historia
Miasto powstało w 1902 po zbudowaniu linii kolejowej Addis Abeba-Dżibuti ze względu na brak możliwości doprowadzenia jej do położonego wyżej Harer.

## Podział administracyjny
W skład miasta wchodzą dwie woredy: właściwe miasto i Gurgura.

## Demografia
Według spisu w 2007 roku do grup etnicznych należeli: Oromowie (46%), Somalowie (24%), Amhara (20%), Gurage (4,5%) i inne grupy (5,5%). Pod względem religijnym większość wyznawała islam (70,9%), następnie etiopskie prawosławie (25,6%), protestantyzm (2,8%) i katolicyzm (0,4%).